# Eddie Jordan
Pour les articles homonymes, voir Jordan et Eddie Jordan (homonymie).
Eddie Jordan, né le 30 mars 1948 à Dublin (Irlande) et mort le 20 mars 2025 au Cap (Afrique du Sud), est un patron d'écurie de Formule 1, pilote automobile, homme d'affaires et commentateur de télévision irlandais. Il est le fondateur et ancien propriétaire de Jordan Grand Prix, écurie de Formule 1 présente sur les circuits de 1991 à 2005.

## Biographie

### Jeunesse
Eddie Jordan, né à la maison de repos Wentworth à Dublin le 30 mars 1948, est le fils d'Eileen et de Danny Jordan ; il a une sœur aînée, Helen. Son père est le frère jumeau d'une religieuse de haut rang, la mère rectrice des Sœurs de la charité d'Irlande. Danny Jordan travaille comme comptable pour l'Electricity Supply Board tout en jouant pour le Shamrock Rovers Football Club.
À dix mois, Eddie Jordan développe une forme d'acrodynie et les médecins conseillent à sa famille de quitter Dublin pour Bray au sud de la capitale, dans le comté de Wicklow, pour vivre au grand air. L'état du jeune Eddie s'améliore alors. Durant son enfance, Eddie Jordan grandit ainsi à Dartry (en), au sud de Dublin, et à Bray où il passe la plupart du temps. On le surnomme alors « Flash » car son nom de famille rimait avec le nom Gordon.
Eddie Jordan commence sa scolarité à l'école maternelle Sainte-Anne de Milltown puis dans une école catholique stricte des Frères chrétiens de Synge Street CBS (en), où ses camarades et lui étaient régulièrement battus s'ils ne travaillaient pas dur. À Synge Street, à quinze ans, il souhaite brièvement embrasser la prêtrise.Après avoir repoussé les pressions de sa famille qui envisage pour lui une carrière de dentiste, il suit une formation de comptabilité de six semaines au College of Commerce de Dublin. Ainsi, c'est dans la banque qu'il commence sa vie active. Il arrête ses études pour travailler pour la Bank of Ireland comme commis à l'agence de Mullingar. Quatre ans plus tard, il arrive à l'agence de Camden Street, à Dublin. Lors d'une grève bancaire en 1970, il passe l'été sur l'île Anglo-Normande de Jersey, et travaille comme comptable pour une compagnie d'électricité le jour et comme barman le soir. C'est à cette époque qu'il découvre le karting, participant à ses premières courses à Saint-Brélade.

### Carrière

#### Courses automobiles
De retour à Dublin, Eddie Jordan achète un kart et se lance dans la compétition. Il participe au championnat d'Irlande de karting en 1971 et le remporte,.
En 1974, Jordan débute en championnat d'Irlande de Formule Ford, puis en Formule 3 en 1975. Il est toutefois contraint de faire l'impasse sur la saison 1976 après s'être fracturé la jambe gauche lors d'un accident à Mallory Park. À l'hôpital, il perd tout ses cheveux et sa mère, une femme autoritaire, l'oblige à porter une perruque. Il en portera une toute sa vie, ce qui lui vaudra des plaisanteries de Gerhard Berger.
Après sa guérison, il passe en Formule Atlantique, gagne trois courses en 1977 et remporte le championnat irlandais en 1978. En 1979, il participe au championnat de Grande-Bretagne de Formule 3 aux côtés de Stefan Johansson sous le nom de Team Ireland. La même année, le Dublinois participe à une course de Formule 2 et effectue quelques tests au volant d'une Formule 1 pour McLaren Racing. Deux ans plus tard, il participe aux 24 Heures du Mans 1981 avec une BMW M1 partagée avec Steve O'Rourke et David Hobbs.

#### Management d'équipe
Fin 1979, à court d'argent, Eddie Jordan fonde sa première écurie, Eddie Jordan Racing et s'engage en Formule 3 en recrutant David Leslie et David Sears (en) en 1981 puis James Weaver en 1982. En 1983, Jordan engage Martin Brundle, qui termine deuxième derrière Ayrton Senna en championnat de Grande-Bretagne de Formule 3. En 1987, Jordan remporte le championnat avec Johnny Herbert,.
Avec la création de la Formule 3000 en 1985, Jordan étend son engagement à ce nouveau championnat. Les premières victoires de l'écurie dans cette discipline sont remportées par Herbert et Martin Donnelly en 1988. Jean Alesi remporte le championnat pour Jordan lors de la saison 1989, avec trois victoires. En 1990, Eddie Irvine ( une victoire et quatre podiums) termine troisième du championnat,.

#### Manager d'Adrian Newey
Eddie Jordan a été le manager d'Adrian Newey, aérodynamicien et concepteur automobile britannique. En 2024, il contribue aux négociations pour le transfert de Newey de Red Bull Racing à Aston Martin,.

#### Formule 1
En 1991, Jordan accède à la Formule 1, en renommant son écurie en Jordan Grand Prix. L'équipe recrute un autre Irlandais, Gary Anderson comme ingénieur-concepteur pour le châssis, tandis que les moteurs sont fournis par Cosworth en partenariat avec Ford. En fin de saison, alors que le pilote principal de l'équipe, Bertrand Gachot est emprisonné à Londres pour une rixe avec un chauffeur de taxi, Jordan repère un talent de 22 ans, Michael Schumacher, et lui offre son premier volant en Grand Prix à l'occasion du Grand Prix de Belgique.
L'apogée de Jordan est le Grand Prix de Belgique 1998 à Spa-Francorchamps, où l'écurie réussit l'unique doublé de son histoire, avec Damon Hill et Ralf Schumacher, le jeune frère de Michael, sur les deux premières marches du podium.
En 1999, Heinz-Harald Frentzen lutte pour le titre mondial, remportant deux victoires ; il termine finalement troisième. Jordan Grand Prix termine également troisième du championnat des constructeurs.
Le déclin de Jordan Grand Prix débute en 2001 lorsqu'il poursuit Vodafone en justice pour avoir prétendument rompu un accord de sponsoring de trois ans de plusieurs millions de dollars. Après avoir perdu un accord de partenariat moteur avec Honda après la saison 2002, en plus de nombreuses difficultés au sein de l'équipe (dont une dispute publique et le limogeage de Frentzen avant son Grand Prix national en 2001), Jordan est contraint de passer aux moteurs Cosworth,.
En 2003, les principaux sponsors DHL et Benson & Hedges se retirent,. 2003 marque également la quatrième et dernière victoire de l'équipe, avec le succès de Giancarlo Fisichella au Grand Prix du Brésil,.
En 2005, l'équipe passe aux moteurs Toyota, financièrement abordables, à la suite du retrait de Ford. L'écurie est vendue, début 2005, pour 60 millions de dollars au groupe Midland, financé par l'homme d'affaires canadien Alex Shnaider (en), et connaît par la suite des fortunes diverses sous différentes dénominations,.
En 2006, l'équipe est revendue au constructeur automobile néerlandais Spyker Cars pour devenir Spyker F1 en 2007. En 2008, l'équipe est revendue et devient Force India. En 2018, Force India est liquidée et ses actifs vendus à Racing Point F1 Team, qui est devenue Aston Martin F1 Team en 2021. Aston Martin opère toujours dans les locaux historiques de Jordan à Silverstone.

#### Carrière médiatique

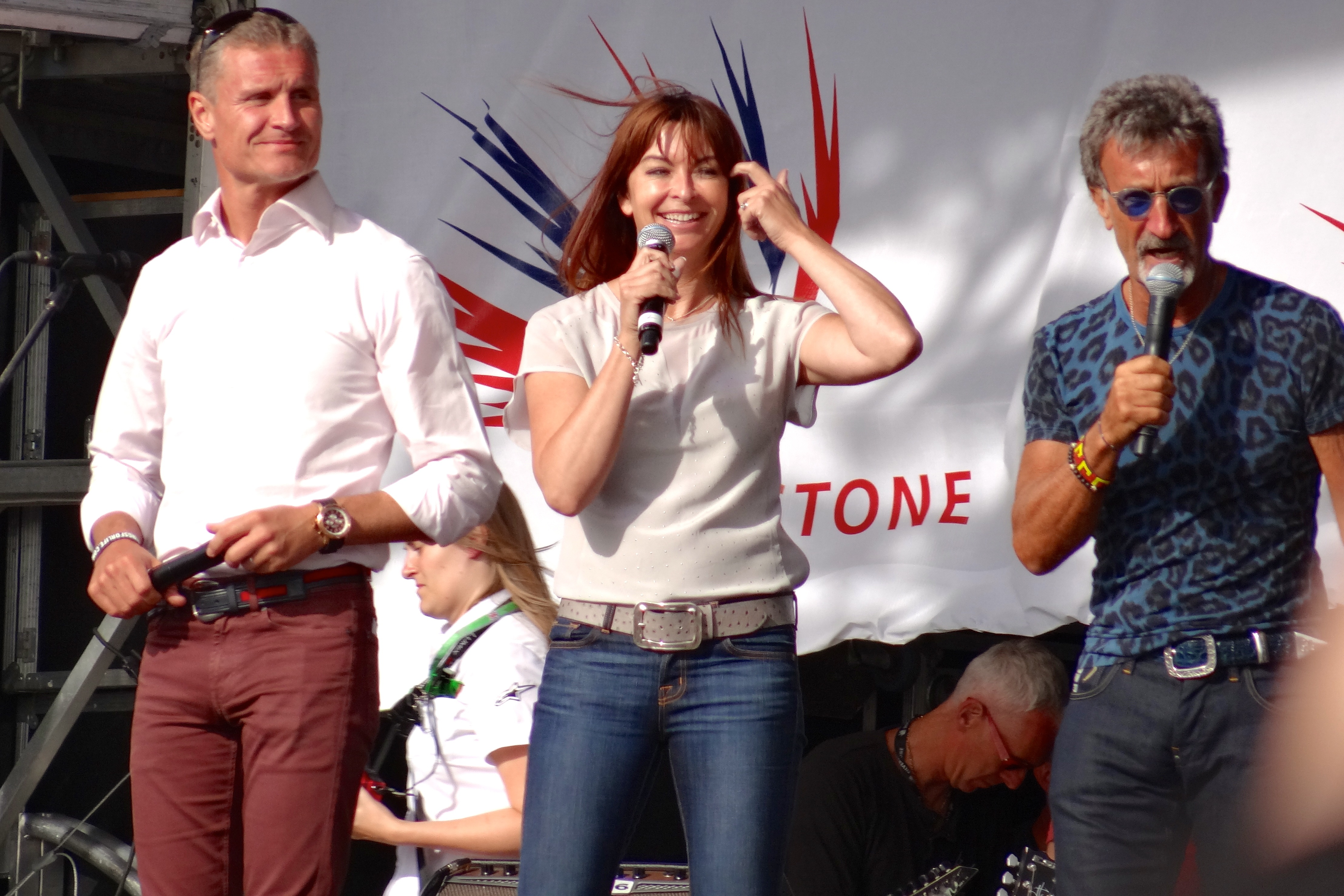
David Coulthard, Suzi Perry et Eddie Jordan au Grand Prix de Grande-Bretagne 2013.

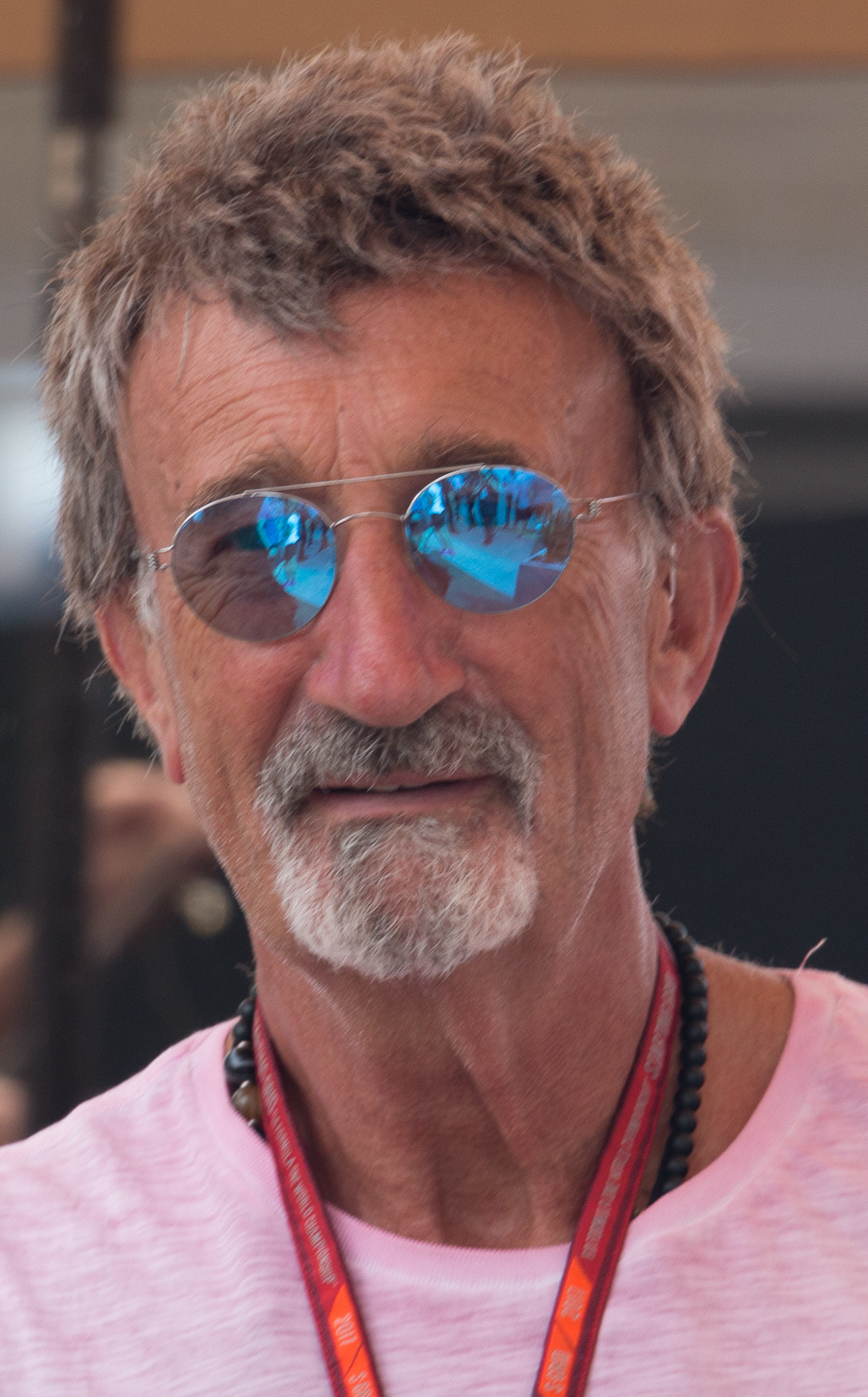
Eddie Jordan en 2017.

Après sa retraite en tant que directeur d'écurie, Eddie Jordan reste dans le paddock de Formule 1 en devenant commentateur et consultant, de 2009 à 2015, pour l'émission Grand Prix de la chaîne britannique BBC Sport aux côtés de Jake Humphrey (en) (remplacé plus tard par Suzi Perry) et David Coulthard,,,. Il mène aussi des interviews sur les podiums de Grands Prix, comme en Belgique en 2014 ou en Malaisie en 2015,.
Eddie Jordan a également tenu une rubrique mensuelle, This Much I Know pour le magazine spécialisé F1 Racing et a participé à une série de téléréalité intitulée Eddie Jordan's Bad Boy Racers qui met en scène des jeunes gens condamnés pour des délits routiers graves et leur permet de se reconstruire en devenant mécanicien,.
En 2016, après que la BBC ait perdu son contrat de retransmission des Grands Prix de Formule 1, il coanime la 23e saison de Top Gear au côté de Chris Evans et Matt LeBlanc,,. Il rejoint également Channel 4 F1, aux côtés de Murray Walker, Steve Jones, et David Coulthard, jusqu'à sa mort en 2025,.
En 2023, Eddie Jordan lance son podcast Formula For Success aux côtés de David Coulthard ; ils réagissent à l'actualité de la Formule 1 et se remémorent l'histoire du sport, généralement avec un invité spécial,. Le dernier podcast est diffusé le jour de son décès.
Eddie Jordan, qui entretenait une longue amitié avec Bernie Ecclestone, l'a souvent interviewé et a évoqué à maintes reprises son influence sur sa carrière.

## L'homme d'affaires
Le talent d’homme d’affaires d'Eddie Jordan était à la hauteur de son talent de manager sportif. En 2023, sa fortune est estimée à 600 millions de dollars, soit 552 millions d’euros, grâce à de nombreux investissements judicieux dans les secteurs du pétrole, du sport automobile, du sport, de l’immobilier, des jeux, du divertissement, de la santé, du fitness et des fonds spéculatifs.
Il était également copropriétaire du club de rugby des London Irish et du club de football Celtic de Glasgow. Il était investisseur chez Kinmont Advisory (un cabinet de conseil aux entreprises) et associé du fonds spéculatif Clareville Capital fondé par David Yarrow (en).
En 2018, Eddie Jordan contribue à l'acquisition d'Oyster Yachts par son ami de longue date Richard Hadida. Jordan siège au conseil d'administration jusqu'en 2021, date à laquelle il est devient l'ambassadeur du constructeur de yachts de luxe.
Eddie Jordan a également investi dans l'immobilier, tant commercial (dont Bunbury Holdings), que résidentiel ainsi que dans des projets immobiliers. Il possédait également un terrain abritant un golf PGA, et a investi dans une banque foncière en Bulgarie, pour laquelle Norman Foster a conçu un complexe hôtelier.
Jordan était un ami de longue date de Dermot Desmond (en) et Denis O'Brien, qui furent parmi les premiers supporters de Jordan Grand Prix en Formule 1. Il a ensuite réalisé plusieurs investissements à leurs côtés.
En 2021, Eddie Jordan fonde JKO Capital pour investir dans des entreprises de jeux et de divertissement. En juillet de cette même année, il est pressenti pour une offre d'un milliard de dollars visant à racheter l'activité OpenBet à Scientific Games. Jordan est alors déjà un investisseur de longue date dans le secteur des jeux vidéo, ayant notamment investi dans Entain, Scientific Games et Evolution.
En novembre 2021, Eddie Jordan et Keith O'Loughlin sont à l'origine d'une offre de JKO visant à acquérir Playtech pour un montant estimé à 3 milliards de livres sterling. Cependant, en janvier 2022, JKO annonce ne pas soumettre d'offre officielle pour l'entreprise,.
Par ailleurs, Eddie Jordan siégeait également au conseil consultatif de Citi Private Bank et détenait des participations dans des entreprises telles que Ready Room (Afrique du Sud), Tosca, Valeo Foods (en), Jarvis Hotels, Debrett's, Zwift, Apex, Coople (recrutement) et Docplanner, Spring Studios, George & Dragon (agence de relations publiques et de marketing) et Ceiba (entreprise de technologie de la santé). Par le passé, il a également possédé sa propre marque de vodka « Vodka V10 » et sa marque de boisson énergisante « EJ-10 (en) » ainsi que la société immobilière bulgare Madara Capital, qui développe la plage de Karadere (en),. Il était aussi conseiller auprès d'Aspinall Capital Partners.
En 2024, Eddie Jordan est conseiller et investisseur au sein de la société de capital-investissement nord-irlandaise Strangford Capital,.
En octobre 2024, il fait partie du consortium comprenant l'ancien rugbyman sud-africain Bobby Skinstad et l'ancien All Black néo-zélandais Andrew Mehrtens, cherchant à acquérir l'ancien club de Premiership des London Irish. Le consortium est soutenu par la société de capital-investissement Strangford Capital,. Les London Irish cherchaient un nouveau propriétaire après avoir été contraints de fermer leurs portes à la suite d'un impayé d'impôts,. L'objectif affiché de ce rachat est de reproduire le succès du City Football Group dans le rugby à XV, le consortium étant également en pourparlers pour acquérir l'Association sportive de Béziers Hérault, club de Pro D2, formant ainsi un réseau de clubs interconnectés,. En février 2025, le consortium finalise le rachat des London Irish et annonce son intention de réintégrer le club en Premiership ou en United Rugby Championship avant 2026.
En mai 2007, Eddie Jordan publie son autobiographie, An Independent Man: The Autobiography publié chez Orion Publishing.

## Vie personnelle et mort
Eddie Jordan était marié à Marie (née McCarthy), une ancienne basketteuse irlandaise. Le couple s'est marié en 1979 et a eu quatre enfants, Zoé, Miki, Zak et Kyle. Ils possédaient des maisons au Cap, à South Kensington (Londres) et à Monaco, où Eddie Jordan gardait son yacht.
Il a fait l'objet de l'émission This Is Your Life en 2000.
En 2022, Kyle Jordan, son plus jeune fils, cofonde ZeroZero, une entreprise de produits de nettoyage durables haut de gamme. À ses côtés, à partir de novembre 2024, Eddie Jordan siège au conseil de surveillance du club de rugby Association sportive de Béziers Hérault, aidé par un pool d'investisseurs irlandais et d'anciennes gloires du rugby comme Bobby Skinstad et Andrew Mehrtens, coprésidents du club.
En décembre 2024, Eddie Jordan annonce qu'on lui a diagnostiqué une forme agressive de cancer de la prostate et de la vessie plus tôt dans l'année. Il meurt paisiblement à son domicile du Cap le 20 mars 2025, à 76 ans,,,,,.

### Autres intérêts

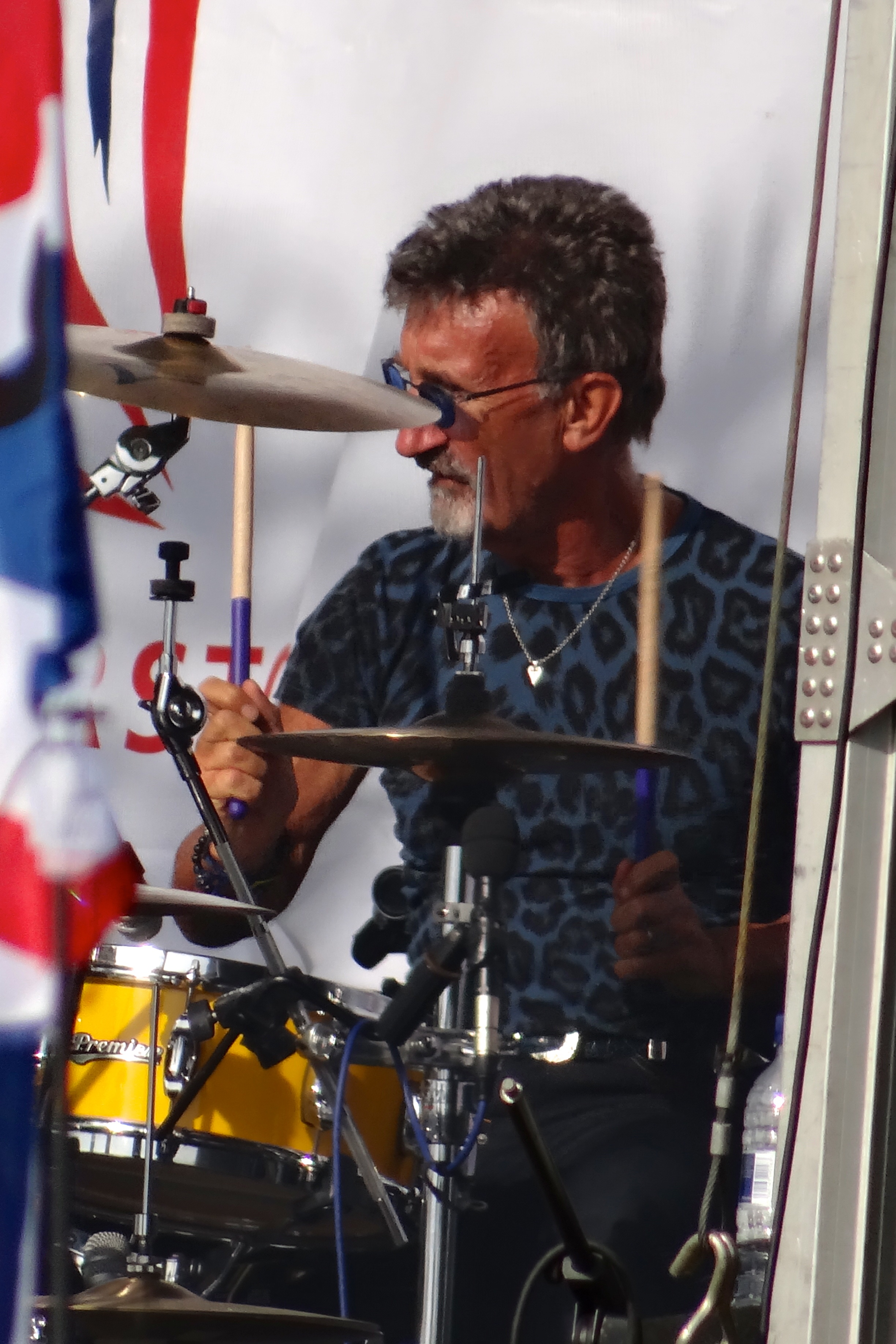
Eddie Jordan à la batterie au Grand Prix de Grande-Bretagne 2013 à Silverstone.

Eddie Jordan aimait le rock and roll et jouait de la batterie. Jusqu'en 2007, son groupe s'appelait V10. Une version allégée du groupe se produit dans le monde entier sous le nom d'Eddie and the Robbers (ou plus simplement The Robbers), un nom inventé à la suite d'un commentaire de Bernie Ecclestone.
Eddie Jordan était un supporter de Coventry City et du Celtic de Glasgow, dont il était actionnaire,, et de Chelsea FC et a été associé à des  offres publiques d'achat sur Coventry.
Parmi ses autres centres d'intérêt sportifs figurent le golf et les courses hippiques ; il avait des chevaux à l'entraînement avec Mouse Morris (en).
Eddie Jordan était également un cycliste passionné et pédalait régulièrement à Monaco et en Afrique du Sud où il participait chaque année au Cape Town Cycle Tour (en) (anciennement l'Argus).
Eddie Jordan était aussi un fervent amateur de voile et de navigation pendant une grande partie de sa vie. En 2015, il fait le tour du monde et en 2014, il prend livraison du plus grand yacht Sunseeker jamais construit, pour un prix estimé à 32 millions de livres sterling. De plus, il possédait Blush, un yacht de 45,3 mètres construit par le chantier naval italien Navi Yacht.
Par ailleurs, Eddie Jordan était un grand amateur de l'art irlandais et possédait une vaste collection comprenant entre autres des peintres tels que Louis le Brocquy, Felim Egan (en) et Markey Robinson (en).

### Travail caritatif
Eddie Jordan était un mécène de l'association caritative de lutte contre le cancer pédiatrique CLIC Sargent,, et de la Fondation Amber, une association caritative pour les jeunes,.

### Honneurs
Eddie Jordan a reçu des doctorats honorifiques de l'université d'Ulster et de l'institut de technologie de Dublin,.
Il a reçu le prix James Joyce de la Société littéraire et historique de l'University College Dublin (UCD), l'une des plus grandes associations étudiantes d'Irlande, en reconnaissance de sa contribution au sport automobile en Irlande. Il a également reçu la médaille d'or du patronage honoraire de la Société philosophique universitaire du Trinity College de Dublin, en reconnaissance de sa contribution au sport automobile au fil des ans. Bien qu'Irlandais, Eddie Jordan est également membre du British Racing Drivers' Club en raison d'une clause de droits acquis permettant à toute personne née en Irlande avant 1950 de continuer à en faire partie.
En mars 2012, Eddie Jordan est nommé officier de l'ordre de l'Empire britannique (OBE) honoraire pour services rendus à des œuvres caritatives et au sport automobile.
En septembre 2021, il reçoit la Liberté de la cité de Londres.